# Creu de Jordi
La Creu de Jordi (anglès: George Cross (GC)) és la màxima condecoració civil del Regne Unit i de la Commonwealth, sent equivalent de la Creu Victòria. La Creu de Jordi és el màxim honor que pot atorgar-se durant el temps de pau, i de fet és la màxima condecoració que s'atorga als civils. Com el mateix Jordi VI digué en anunciar la nova distinció: "Com que han de ser reconeguts de manera prompta, decidit crear una nova distinció d'honor pels homes i dones de totes les capes de la societat civil. Proposo donar el meu nom aquesta nova distinció, que serà la Creu de Jordi, la qual anirà darrere de la Creu Victòria, i la Medalla de Jordi per a una concessió més àmplia" (també val a dir que era l'època del Blitz de Londres).
Va ser creada per Jordi VI el 24 de setembre de 1940, i és atorgada per accions de gran heroisme o de valentia extraordinària en condicions de perill extrem.
La Creu de Jordi va presentar-se per substituir la Medalla per Valentia de l'Imperi (EGM), i tots els que la posseïen van haver de canviar-les per la Creu de Jordi, una substitució de condecoracions sense precedents a la història de les condecoracions britàniques. Aquesta política de substitució ignorava als posseïdors de la Medalla d'Albert (AM) i la Medalla d'Eduard (EM), les quals tenien preeminència sobre la EGM. Això no obstant, el 1971, els receptors supervivents de la Medalla d'Albert i la Medalla d'Eduard van ser convidats a canviar les seves medalles per la Creu de Jordi. Dels 65 posseïdors de la Medalla d'Albert la van canviar 49, i dels 68 posseïdors de la Medalla d'Eduard ho feren 59.

## Concessions
Des de la seva creació el 1940 ha estat atorgada 84 vegades de manera pòstuma i 71 a persones vives (excloent les dues medalles col·lectives a Malta i a la Policia Reial de l'Ulster. No s'ha concedit mai cap barra (és a dir, no ha estat concedida mai una segona vegada).
Fins a la data (2007) només ha estat atorgada a 4 dones: Odette Sansom, Violette Szabo, i Noor Inayat Khan (totes elles agents del FANY, i van ser condecorades mentre servien com a agents de l'Executiu d'Operacions Especials (SOE) durant la II Guerra Mundial), i Barbara Jane Harrison, una hostessa d'aviació que va morir el 8 d'abril de 1968 a l'aeroport de Heathrow mentre ajudava a escapar als passatgers d'un avió en flames.
Va ser concedida de manera col·lectiva a l'illa de Malta en una carta del 15 d'abril de 1942 del rei Jordi VI al Governador de l'illa, el Tinent General sir William Dobbie: "Per honorar al seu poble valent, concedeixo la Creu de Jordi a l'illa fortalesa de Malta per testimoniar així un heroisme i devoció que seran famosos a la Història durant molt de temps". El governador respongué que "amb l'ajut de Déu Malta no es debilitarà sinó que s'enfortirà fins a la victòria". (ambdues cartes i la creu avui es troben al Museu de la Guerra del Fort Saint Elmo, a la Valletta). La fortalesa de la població davant dels atacs aeris enemics i el bloqueig naval, que gairebé els van fer rendir-se per fam, van guanyar-se l'admiració de la Gran Bretanya i la resta de nacions aliades. Des de llavors, la Creu de Jordi oneja a la bandera de Malta.
El 1999 va ser concedida a la Policia Reial de l'Ulster per la Reina Elisabet II, seguint el consell del seu govern. Segons anuncià el Palau de Buckingham, "La Reina ha atorgat la Creu de Jordi a la Policia Reial de l'Ulster, per honorar la valentia i dedicació dels oficials i de les seves famílies que han compartit els durs moments". La Reina presentà el seu tribut personal a la PRU presentant personalment la Creu de Jordi a l'organització al castell de Hillsborough, al comtat de Down. Com deia la citació publicada a la Gaseta de Londres del 23 de novembre de 1999, "302 oficials van resultar morts en servei i milers van resultar ferits, molts seriosament. Molts oficials van haver de suportar l'ostracisme a la seva comunitat i alguns van haver de marxar de les seves llars davant de les amenaces que rebien tant ells com les seves famílies durant 30 anys de lluita contra el terrorisme".

### Futures concessions
La Creu Victòria s'atorga per accions de valentia "davant de l'enemic". Això no obstant, hi ha un cert nombre de personal militar que ha rebut la Creu de Jordi perquè han mostrat valentia, però no davant de l'enemic, o no estaven sota comandament militar en aquells moments (presoners de guerra). Amb els actuals canvis en la tecnologia militar, es creu que a poc a poc la concessió de la Creu de Jordi serà més comú que no pas la de la Creu Victòria.
Al Canadà ja no s'atorga des de la creació de la Creu al Valor el 1972; i a Austràlia va quedar substituïda el 1975 per la Creu al Valor.

### Pensió
Els posseïdors de la Creu de Jordi reben una pensió, determinada anualment pel govern. Actualment a £1.495 anuals; C$3.000 o A$250.

## Disseny
Una creu grega d'argent, amb una alçada de 48 mm i una amplada de 45 mm. Al centre hi ha un medalló circular amb la imatge de Sant Jordi i el Drac, envoltats per la llegenda "FOR GALLANTRY" (Per Valentia). Als angles de la creu apareix el monograma reial CVI. El revers és pla, amb un espai al revers del medalló per gravar el nom del receptor i la data de la concessió.
Penja d'un galó blau fosc, amb una barra adornada amb fulles de roure.